# Kanake
Kanake (o Kanacke, Kana(c)k; pl. Kanacken o Kanaks/Kanax) és una paraula alemanya utilitzada per persones que parlen alemany amb arrels amb parlants de països com Turquia, països àrabs, o Iran. És utilitzat com a paraula despectiva, però també com a terme col·loquial normal i autodenominació.
Al principi era utilitzat normalment com "Kanakermann" entre els mariners del segle xix per referir-se a companys de l'Oceà Pacífic del sud (i més tard tot el sud-est d'Àsia), i amb una connotació d'elogi per les seves habilitats marineres (Navegació polinèsia), però va ser transferit amb connotacions més ambigües a immigrants europeus del sud els anys 1960, i ara és normalment utilitzat amb una connotació exclusivament derogatòria contra persones amb arrels "Orientals" (àrea que inclou Àfrica del Nord, Orient Mitjà i Afganistan).
La paraula és al principi derivada de la paraula hawaiana kanaka. Fins al 2009, van ser admeses diverses traduccions de la paraula "Kanak": "home", "home animal", i "home salvatge", que és la més utilitzada. En la seva resolució núm. 5195, l'Acadèmia de llengües polinèsiques Paumotu va especificar una definició més fidel a l'original Polinesic Mamaka Kaïo la d'"home lliure".
Com en el cas dels termes nigger o queer en anglès, la paraula Kanake ha estat reapropriada per persones turques, kurdes, àrabs i altres minories ètniques de l'Orient Mitjà a Alemanya i utilitzat amb orgull com a terme d'auto-identificació. En aquell context, Kanak Sprak és un terme utilitzat pel dialecte alemany i la manera de parlar utilitzada especialment en aquestes cultures.
Malgrat això, la paraula és sovint utilitzada en la llengua comuna i també en Hip-Hop, pel·lícules (p. ex. Kanak Attack), sèries (Dogs of Berlin), etc. Com a sinònim modificat de nigga. Similar a l'ús de nigga als Estats Units, això és sovint fet per emfasitzar unes maneres extravagants, tendències violentes, una afinitat al delicte i un estatus com un marginat de la societat, utilitzades com a terme derogatori i especialment per persones joves que van créixer a Alemanya, originals predominantment de països musulmans.
Alguns afirmen que l’ús vernacle de la paraula pot estar disminuint. En una entrevista el 26 de febrer de 2006 al setmanal alemany Die Welt, l'autor germano-turc Feridun Zaimoğlu va ser preguntat si la paraula Kanake encara apareixia en el llenguatge contemporani. Zaimoğlu Contestat, "Això s'ha acabat. També és agradable!" En el seu primer llibre Kanak Sprak 1995, Zaimoğlu intenta expressar l'autèntic, dur, i poder subversiu de l'argot parlat per joves joves turcs a Alemanya i demana una nova auto-confiança.